# Earl De La Warr

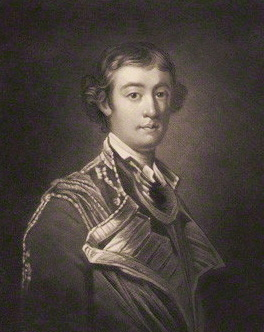
John West, segundo conde De La Warr.

Earl De La Warr ( /ˈdɛləwɛər/ DEL -ə-wair ) es un título de Nobleza de Gran Bretaña. Fue creado en 1761 para John West, séptimo barón De La Warr.
El conde tiene los títulos subsidiarios de Vizconde Cantelupe (1761) en la Nobleza de Gran Bretaña, Baron De La Warr (1572) en la Nobleza de Inglaterra, y Baron Buckhurst, de Buckhurst en el Condado de Sussex (1864) en la Nobleza de Reino Unido. La baronía De La Warr es de segunda creación; sin embargo, tiene la precedencia de la primera creación en 1299, y lo ha hecho desde poco después de la muerte de William West, primer barón De La Warr.
El asiento familiar es Buckhurst Park, cerca de Withyham, Sussex.

## Etimología
El nombre de La Warr es de Sussex y de origen anglo - francés. Quizás vino de La Guerre, un lieu-dit normando. Este toponímico podría derivar de la palabra latina ager, del bretón gwern o del latín tardío warectum (barbecho). Los topónimos Gara, Gaire también aparecen en textos antiguos citados por Lucien Musset, donde la palabra ga (i) ra significa gore. También podría estar vinculado con un patronímico del verr nórdico antiguo.
La baronía y el condado se pronuncian "De La Ware", como en el estado estadounidense de Delaware.

## Baronías de De La Warr
La baronía De La Warr es de segunda creación; sin embargo, tiene la precedencia de la primera creación, 1299, y lo ha hecho desde poco después de la muerte de William West, primer barón De La Warr. La situación jurídica precisa con respecto a la segunda creación es turbia. Las reglas modernas intentan regularizar la práctica medieval, pero hay muchos casos que no pueden adaptarse fácilmente, ya sea porque estaba involucrada una costumbre local, porque se hizo una excepción o porque las reglas todavía estaban en constante cambio. Este es un caso así, porque William West era su heredero, pero no su heredero general. Debido a que la baronía original fue creada por escrito, se presume que la descendencia es del heredero (o herederos) general y, por lo tanto, quedó en suspenso entre las hijas de Sir Owen West (y sus herederos a su vez). La segunda creación se ha visto al menos de tres maneras:
- Como un medio de colocar fuera de discusión una herencia que debería haber ido al heredero varón en primer lugar. Se entiende que el acto de precedencia rectifica el efecto colateral que tuvo de alterar la precedencia. En consecuencia, algunos escritores ignoran la segunda creación al numerar: así, Thomas West, tercer barón De La Warr, a veces se llama el duodécimo barón de La Warr.
- Como acto extraordinario resolviendo una sucesión importante que no debe dejarse en suspenso. En este caso, la baronía anterior estaba destinada a extinguirse y el acto que altera la precedencia es difícil de entender más que como conveniencia política.
- Como parte de un esfuerzo por resolver problemas relativamente complejos de herencia, caso por caso, antes de que se elaborara la doctrina de la suspensión (tal como existe ahora).

## Conexión con los nombres geográficos estadounidenses
En los libros de historia de Estados Unidos, Thomas West, tercer barón De La Warr a menudo se llama simplemente "Lord Delaware". Se desempeñó como gobernador de la colonia de Jamestown en Virginia, y la bahía de Delaware recibió su nombre. El estado de Delaware, el río Delaware y la tribu indígena de Delaware fueron llamados así por la bahía y, por lo tanto, en última instancia derivan sus nombres de la baronía. Muchos otros condados, municipios y similares de Estados Unidos derivan sus nombres directa o indirectamente de esta conexión.

## Otros miembros de la familia
Los descendientes notables de George Sackville-West, quinto conde De La Warr incluyen a los autores Lady Margaret Sackville, Vita Sackville-West y Nigel Nicolson.
Otro miembro de la familia West fue William Cornwallis-West, nieto del Excmo. Frederick West, hijo menor del segundo conde. Cornwallis-West fue el padre de George Cornwallis-West, Daisy, princesa de Pless, y Constance, duquesa de Westminster.

## Listado de titulares

### Primera creación (1299)
- Roger la Warr, primer barón De La Warr ( fl. 1320)
- John la Warr, segundo barón De La Warr (c. 1277-1347)
- Roger la Warr, tercer barón De La Warr (c. 1329-1370)
- John la Warr, cuarto barón De La Warr (c. 1344-1398)
- Thomas la Warr, quinto barón de la Warr (c. 1352-1427)
- Reginald West, sexto barón De La Warr (c. 1394-1451)
- Richard West, séptimo barón De La Warr (c. 1430-1476)
- Thomas West, octavo barón De La Warr (c. 1457-1525)
- Thomas West, noveno barón De La Warr (c. 1475-1554) (ya sea inactivo o extinguido o fusionado en 1554)

### Segunda creación (1572)
- William West, primer barón De La Warr (1520-1595) (o décimo barón)
- Thomas West, segundo barón De La Warr (1556-1602) (o undécimo barón)
- Thomas West, tercer barón De La Warr (1577-1618) (o duodécimo barón)
- Henry West, cuarto barón De La Warr (1603-1628) (o decimotercer barón)
- Charles West, quinto barón De La Warr (1626-1687) (o decimocuarto barón)
- John West, sexto barón De La Warr (1663-1723) (o decimoquinto barón)
- John West, séptimo barón De La Warr (1693-1766) (o decimosexto barón), que fue nombrado conde De La Warr y vizconde de Cantelupe en 1761.

### Condes Earl De La Warr (1761)
- John West, primer conde de La Warr (1693-1766)
- John West, segundo conde De La Warr (1729-1777)
- William Augustus West, tercer conde De La Warr (1757-1783)
- John Richard West, cuarto conde de La Warr (1758-1795)
- George John Sackville-West, quinto conde De La Warr (1791-1869)
- Charles Richard Sackville West, sexto conde De La Warr (1815-1873)
- Reginald Windsor Sackville, séptimo conde De La Warr (1817-1896)
- Gilbert George Reginald Sackville, octavo conde De La Warr (1869-1915)
- Herbrand Edward Dundonald Brassey Sackville, noveno conde De La Warr (1900-1976)
- William Herbrand Sackville, décimo conde De La Warr (1921-1988)
- William Herbrand Sackville, undécimo conde De La Warr (n. 1948)

El heredero aparente es el hijo del actual titular William Herbrand Thomas Sackville, Lord Buckhurst (n. 1979). El heredero aparente del heredero es su hijo William Lionel Robert Sackville (n. 2014).